# Patrobus
Patrobus — род жужелиц из подсемейства Patrobinae.

## Описание
Голова с перетяжкой сразу за глазами. Темя без щитковидных шпор. Лапки сверху голые.

## Систематика
В составе рода:
- Patrobus assimilis Chaudoir, 1844
- Patrobus atrorufus (Stroem, 1768)
- Patrobus quadricollis L. Miller, 1868
- Patrobus roubali Maran, 1933
- Patrobus septentrionis Dejean, 1828
- Patrobus styriacus Chaudoir, 1871
- Patrobus teresae J. Vives & E. Vives, 2003